# Bozener Straße 6 (Mönchengladbach)

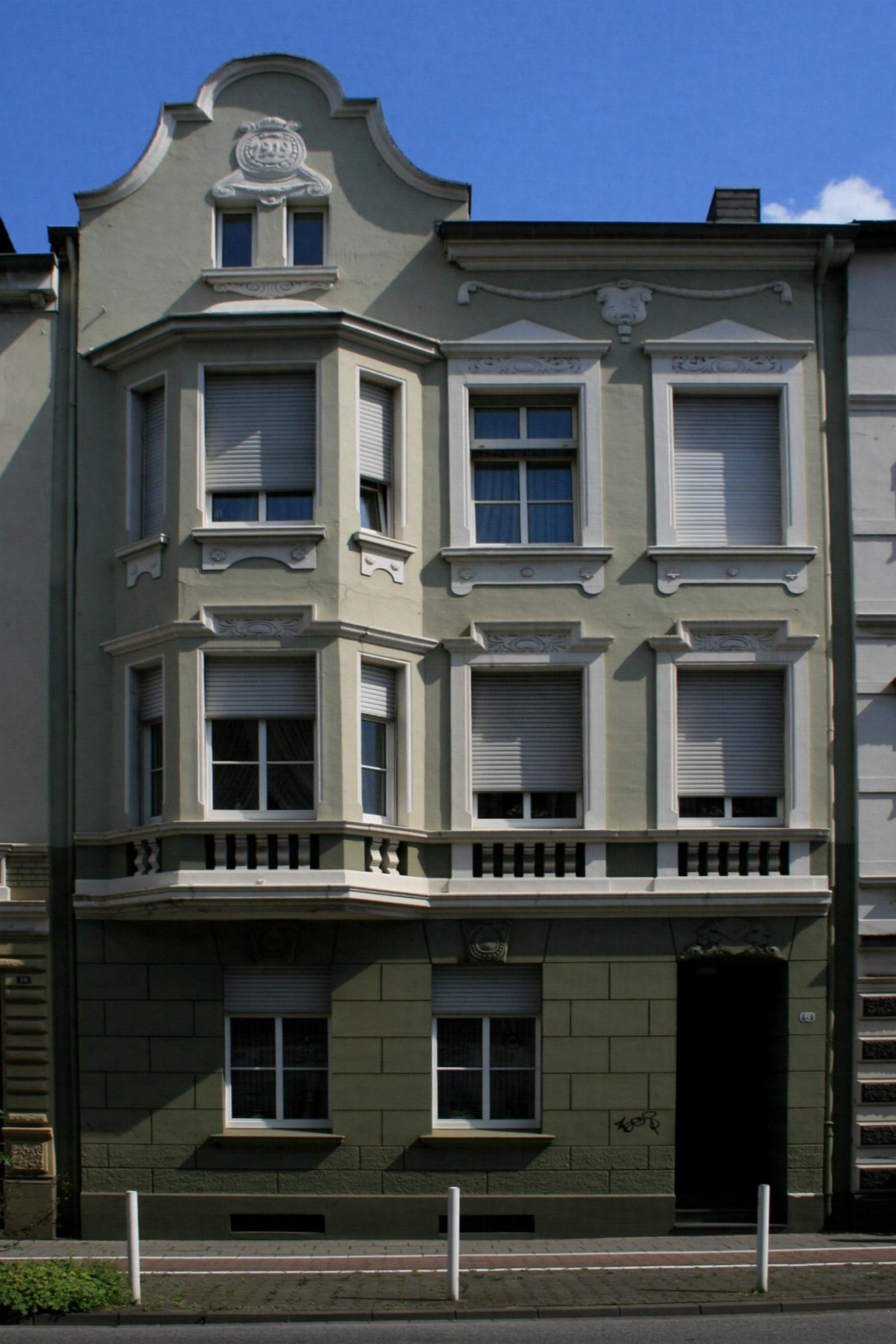
Wohnhaus (2010)

Das Wohnhaus Bozener Straße 6 steht im Stadtteil Eicken in Mönchengladbach (Nordrhein-Westfalen).
Das Gebäude wurde 1909 erbaut. Es ist unter Nr. B 057 am 15. Dezember 1987 in die Denkmalliste der Stadt Mönchengladbach eingetragen worden.

## Architektur
Die Bozener Straße liegt im Stadterweiterungsgebiet in Eicken. Sie ist in ihrem Bestand historischer Häuser durch Kriegszerstörung stark dezimiert und Haus Nr. 6 zeigt nur noch partiell, wie der Straßenzug einmal ausgesehen hat. Zu Beginn des 20. Jahrhunderts (1909) entstand das dreigeschossige Wohnhaus. Es ist in drei Achsen gegliedert mit einem flachen Satteldach. Durch Stockwerk- und Sohlbankgesims ist die Fassade horizontal gegliedert.